# Großer Traunstein
Der Große Traunstein ist ein 1943 m ü. A. hoher Berg im Tennengebirge bei Abtenau im Land Salzburg.

## Geografie
Der Große Traunstein zählt mit dem Kleinen Traunstein (1659 m) zur Gebirgsgruppe des Tennengebirges, einer Gebirgsgruppe der Nördlichen Kalkalpen im österreichischen Bundesland Salzburg.
Das Tennengebirge erreicht seinen höchsten Punkt im Raucheck mit 2430 m ü. A. Der Große Traunstein liegt nordöstlich des Raucheck in der Nähe von Abtenau.
Das stark verkarstete Gebirge besteht vorwiegend aus Dachsteinkalk.

## Alpinismus
Der relativ steile Große Traunstein ist nur für Kletterer zugänglich.
Der gut beschilderte First-Rundweg führt von der Karalm (1004 m) in alpinem Gelände um Schallwand (1929 m) sowie Großen und Kleinen Traunstein herum und erreicht auf der Scharte des First (1820 m) den höchsten Punkt.